# 야마시로 (전함)

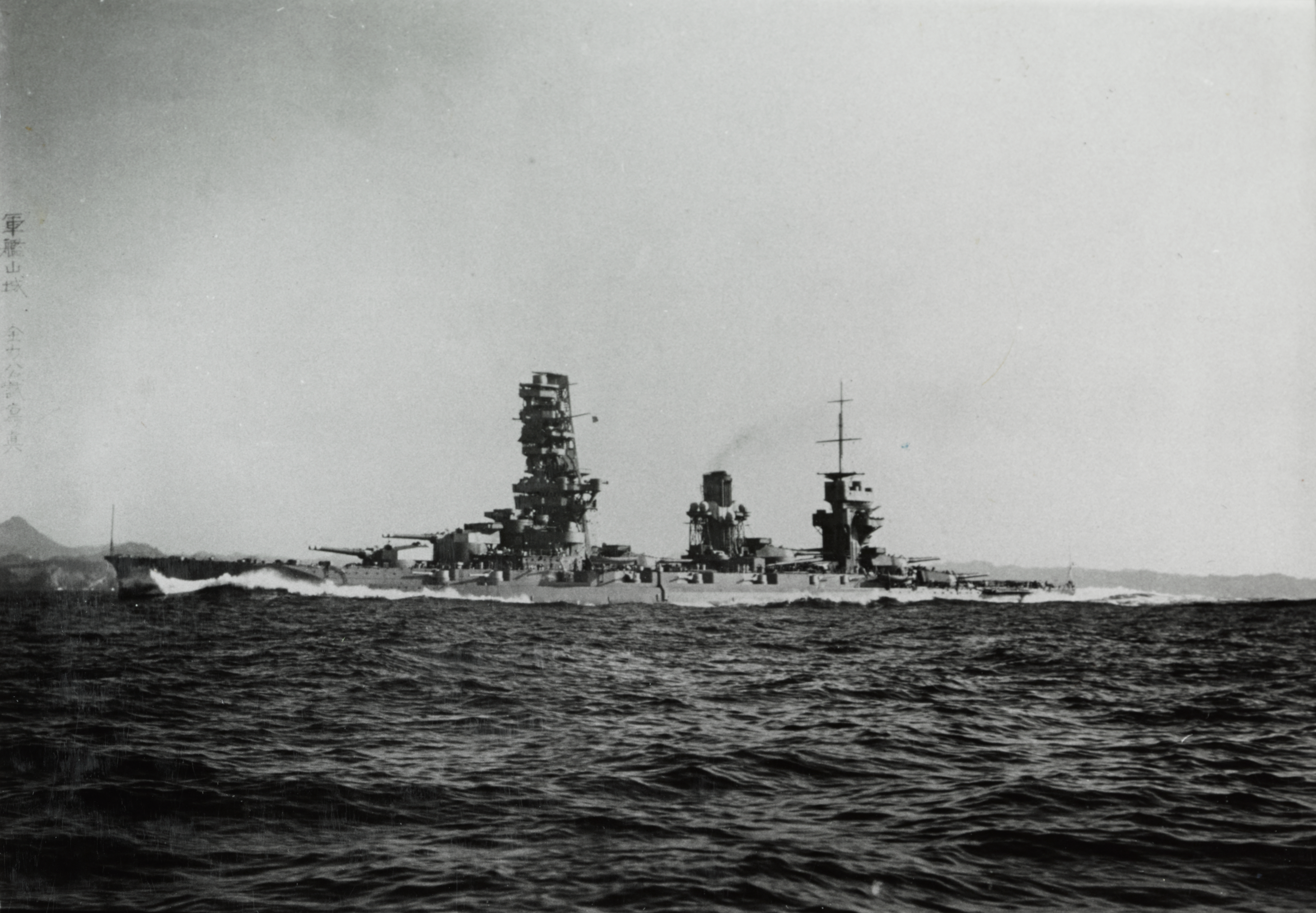

야마시로(일본어: 山城, "산성", 고대 야마시로 지방의 이름을 따서 명명)는 일본 제국 해군을 위해 제작된 두 척의 후소급 드레드노트 전함 중 두 번째였다. 1915년에 진수되어 1917년에 취역한 이 배는 처음에는 중국 해안을 순찰했으며 제1차 세계 대전에는 참여하지 않았다. 1923년에는 간토 대지진의 생존자들을 도왔다.
야마시로함은 1930년에서 1935년 사이에 장갑과 기계를 개선하고 탑 돛대 스타일의 상부 구조를 재건하는 등 현대화되었다. 그럼에도 불구하고 14인치 함포만 장착했기 때문에 제2차 세계 대전 초기에는 다른 일본 전함에 압도당했고 전쟁 내내 보조 역할을 수행했다.
그러나 1944년에 이 배는 레이테만 해전의 최남단 작전인 수리가오 해협 해전에서 니시무라 쇼지 중장의 남부군 기함으로 최전선 임무를 맡게 되었다. 10월 25일 이른 시간에 우세한 미국 및 호주군과 치열한 야간 전투를 벌이는 동안 야마시로함은 어뢰와 해군 총격에 침몰했다. 니시무라는 배와 함께 침몰했고, 선원 10명만이 살아남았다.